# Marko Docić
Marko Docić (in serbo Марко Доцић?; Belgrado, 21 aprile 1993) è un calciatore serbo, centrocampista del Čukarički, di cui è capitano.

## Carriera
Il 1º luglio 2016 viene acquistato a titolo definitivo per 100.000 euro dalla squadra serba del Čukarički.